# 제갈반
제갈반(諸葛攀)은 중국 삼국시대 촉한과 동오의 신하로, 제갈근(諸葛瑾)의 차남이자 제갈량(諸葛亮)의 양자인 제갈교(諸葛喬)의 아들이다.
촉한에서 행호군익무장군(行護軍翊武將軍)의 관직에 이르렀고, 그의 백부인 제갈각(諸葛恪)과 그의 일족이 주살되어 대가 끊기자, 오나라로 돌아와 제갈근의 후예가 되었으나 요절하였다.

## 제갈반의 친족관계

### 관련 인물
제갈각　제갈경　제갈교　제갈규　제갈균　제갈근

제갈량　제갈정　제갈첨　제갈탄　제갈풍　제갈회